# Chennai Open (WTA)
Il Chennai Open (WTA) è un torneo professionistico femminile di tennis giocato sul cemento del SDAT Tennis Stadium di Chennai, in India. La prima edizione del torneo si è svolta nel 2022, primo torneo indiano del circuito femminile maggiore dal 2008, e ha fatto parte della categoria WTA 250; dopo due anni di assenza, ritorna nel circuito nel 2025.

## Albo d'oro

### Singolare
| Anno       | Categoria     | Campionessa       | Finalista     | Punteggio     |
| ---------- | ------------- | ----------------- | ------------- | ------------- |
| 2024- 2023 | Non disputato | Non disputato     | Non disputato | Non disputato |
| 2022       | WTA 250       | Linda Fruhvirtová | Magda Linette | 4–6, 6–3, 6–4 |

### Doppio
| Anno       | Categoria     | Campionesse                      | Finaliste                       | Punteggio     |
| ---------- | ------------- | -------------------------------- | ------------------------------- | ------------- |
| 2024- 2023 | Non disputato | Non disputato                    | Non disputato                   | Non disputato |
| 2022       | WTA 250       | Gabriela Dabrowski Luisa Stefani | Anna Blinkova Natela Dzalamidze | 6–1, 6–2      |